# Magda Schneider

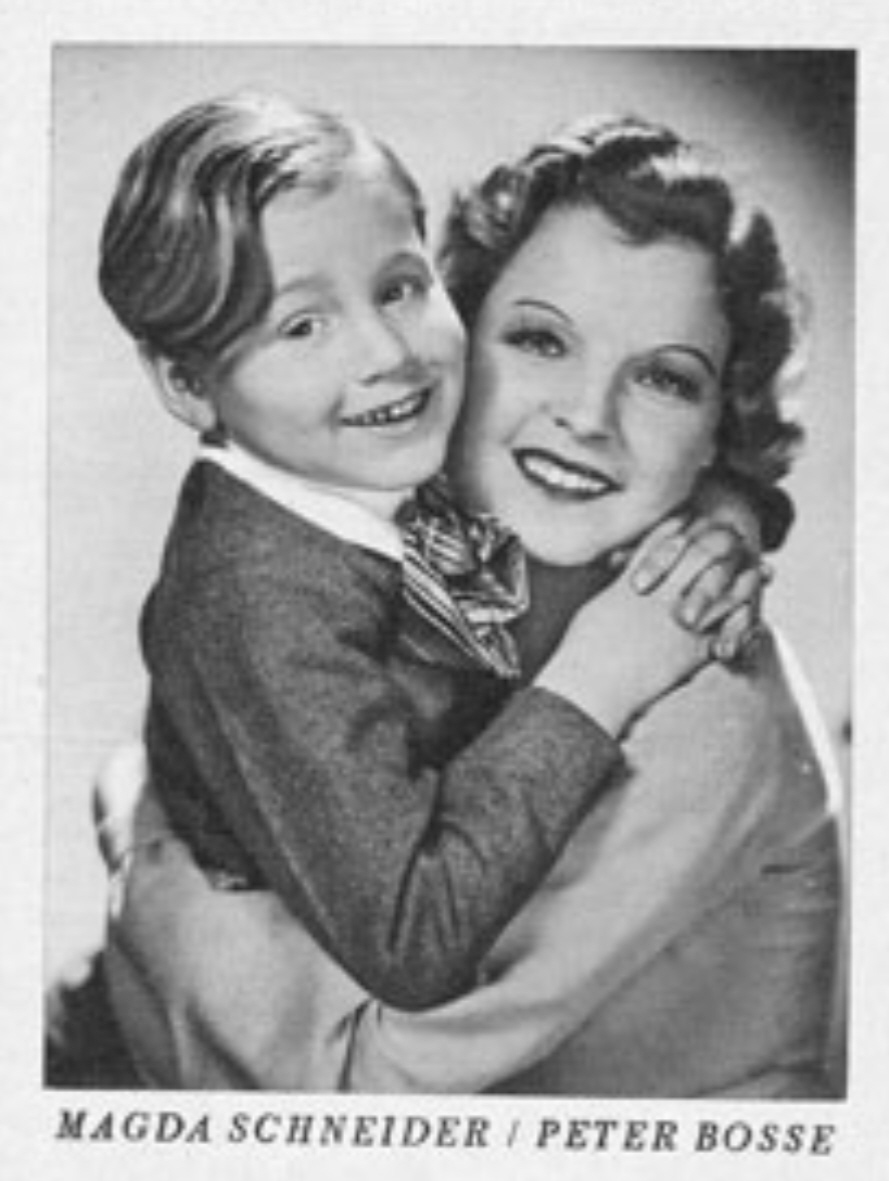
Schneider met het Duitse kindsterretje Peter Bosse (1937)

Magda Schneider (Augsburg, 17 mei 1909 - Berchtesgaden, 30 juli 1996) was een Duitse toneelspeelster en de moeder van actrice Romy Schneider.
Ze was de dochter van loodgieter Xaverius Schneider en zijn vrouw Maria. Schneider bezocht een rooms-katholieke meisjesschool en deed daarna een opleiding aan de handelsschool, waarna ze aan het werk ging als stenotypiste bij een graanhandelaar.
In haar vrije tijd studeerde ze zang aan het conservatorium in Augsburg en volgde ze balletlessen in het theater van diezelfde stad. Ze speelde verschillende rollen in komedies, zowel in Augsburg als later ook in München. Daar werd ze ontdekt door Ernst Marischka, die haar naar het Theater an der Wien haalde.
In 1930 speelde ze haar eerste filmrol. Een paar jaar later leerde ze haar eerste echtgenoot Wolf Albach-Retty, de zoon van actrice Rosa Albach-Retty, kennen. Met hem kreeg ze twee kinderen, van wie Romy de oudste was. Het paar scheidde in 1949.
Gedurende de Tweede Wereldoorlog woonde Schneider vlak bij het verblijf van Adolf Hitler in Obersalzberg bij Berchtesgaden. Schneider was een favoriete actrice van Hitler en ze was bij hem soms te gast.
Na de Tweede Wereldoorlog bleef Schneider in tal van films spelen. Samen met haar dochter speelde ze in verschillende films, waaronder in de Sissi-trilogie.

## Filmografie
- 1930: Boykott
- 1932: Fräulein - falsch verbunden
- 1932: Ein bisschen Liebe für dich
- 1932: Zwei in einem Auto
- 1932: Das Lied einer Nacht
- 1932: Sehnsucht 202
- 1932: Das Testament des Cornelius Gulden
- 1932: Marion, das gehört sich nicht
- 1932: Glück über Nacht
- 1933: Liebelei
- 1933: Kind, ich freu mich auf dein Kommen
- 1933: Glückliche Reise
- 1933: Ein Mädel wirbelt durch die Welt
- 1934: Ich kenn dich nicht und liebe dich
- 1934: G´schichten aus dem Wienerwald
- 1935: Winternachtstraum
- 1935: Eva
- 1935: Vergiß mein nicht
- 1935: Die lustigen Weiber
- 1936: Rendezvous in Wien
- 1936: Die Puppenfee
- 1936: Das Geheimnis eines alten Hauses
- 1936: Prater
- 1937: Frauenliebe - Frauenleid
- 1937: Musik für dich
- 1941: Am Abend auf der Heide
- 1942: Liebeskomödie
- 1942: Zwei glückliche Menschen
- 1943: Ein Mann für meine Frau
- 1944: Die heimlichen Bräute
- 1944: Eines Tages
- 1945: Ein Mann gehört in Haus
- 1950: Die Sterne lügen nicht
- 1953: Wenn der weiße Flieder wieder blüht
- 1954: Und ewig bleibt die Liebe
- 1954: Mädchenjahre einer Königin
- 1955: Die Deutschmeister
- 1955: Sissi
- 1956: Sissi - Die junge Kaiserin
- 1956: Robinson soll nicht sterben
- 1957: Von allen geliebt
- 1957: Sissi - Schicksalsjahre einer Kaiserin
- 1958: Das Dreimäderlhaus
- 1959: Die Halbzarte
- 1961: Morgen beginnt das Leben
- 1968: Drei Frauen im Haus (televisieserie)
- 1969: Vier Frauen im Haus (televisieserie)

## Discografie (selectie)
- Was lachst du, was weinst du: Goldene Filmschlager 1930–1942, Label: Various
- Mir geht’s immer „Danke-Schön“: Tonfilmwelt der 30er-Jahre, Label: Universal Music Group
- Ich liebe dich und kenne dich nicht: Nostalgie Stars, Part 4, Label: Zebralution GmbH

## Autobiografie
- Magda Schneider (met Renate Seydel): Wenn ich zurückschau. Erinnerungen. Langen Müller in der F. A. Herbig Verlagsbuchhandlung, München 1990, ISBN 3-7844-2294-2.